# Sansevieria raffillii
Dracaena raffillii (Sansevieria raffillii) es una especie de Dracaena (Sansevieria) perteneciente a la familia de las asparagáceas, originaria de  África.
Ahora se la ha incluido en el gen de Dracaena debido a los estudios moleculares de su filogenia.

## Descripción
Es una planta herbácea geófita sin tallo; con rizoma subterráneo blanquecino, con 1-2 hojas por planta, erectas o ligeramente curvadas, lanceoladas, de 65 a 110 cm de longitud por  5.5-13 (-14) cm de ancho, y 0.8-1.5 (-2) cm de espesor, coriáceas, rígidas, lisas pero un poco ásperas el ápice de 0.3 cm de largo, los márgenes de color marrón rojizo, de 1 mm de ancho, con manchas  irregulares transversales de color verde amarillento en las bandas de un verde más oscuro en ambas superficies, pero las marcas se desvanecen con la edad. La inflorescencia es un racimo de 90 a 120 cm de largo, con 2-5 flores por racimo. Perianto con tubo de color blanco verdoso,  ligeramente glauco, los lóbulos de color blanco a gris verde. El fruto una baya globosa de color naranja.

## Distribución
Se distribuye por Sudán, Kenia, Tanzania, Uganda y Zambia.

## Taxonomía
Sansevieria raffillii fue descrita por Nicholas Edward Brown y publicado en Bulletin of Miscellaneous Information Kew 1915: 252, f. 24, en el año 1915.
Etimología
Sansevieria nombre genérico que debería ser "Sanseverinia" puesto que su descubridor, Vincenzo Petanga, de Nápoles, pretendía dárselo en conmemoración a Pietro Antonio Sanseverino, duque de Chiaromonte y fundador de un jardín de plantas exóticas en el sur de Italia. Sin embargo, el botánico sueco Thunberg que fue quien lo describió, lo denominó Sansevieria, en honor del militar, inventor y erudito napolitano Raimondo di Sangro (1710-1771), séptimo príncipe de Sansevero.
raffillii: epíteto otorgado en honor del botánico Charles P. Raffill (1876–1951).
Sinonimia
- Sansevieria raffillii var. glauca N.E.Br.[10]